# ガブッチ
『ガブッチ』（英題：Gabbuchi）は、ハ・ン・ドが開発したアクションパズルゲーム。

## 概要
食欲旺盛な正方形のキャラクター「ガブッチ」を操作し、各ステージ内のエサやブロックを食べながらクリアを目指す。ガブッチは体色を白と赤のどちらかに変化させる能力を持っており、体と同じ色のブロックを食べ、異なる色のブロックを足場にしながら攻略することになる。
作品内のグラフィックは、白と黒を基調としたシンプルな描写が全般的に用いられており、ハル研究所開発・任天堂発売のニンテンドー3DS用アクションパズルゲーム『ハコボーイ!』を彷彿とさせる。これはディレクターの馬場翔太がそのゲームをリスペクトしたことから始まった企画であるからと、ハ・ン・ド執行役員の鈴木貴宏は説明している。
開発元のハ・ン・ドは、1993年の設立以来およそ25年にわたり他のゲーム会社からの受注開発を行ってきたが、本作のNintendo Switch版ではハ・ン・ド自身が初めて発売元も担っている。

## システム
ステージは全180種類で、15のワールドにそれぞれ12ステージが含まれている。初期段階でプレイできるのはワールド1のみだが、クリアしたステージが一定数に達するごとに順次解禁される。

### 基本ルール
- ガブッチは体色を白と赤のどちらかに切り替えることができる。
- ステージ内には黒いエサや白と赤のブロックなどが配置されている。ガブッチは体と同色のブロックに触れると食べ、異なる色のブロックは足場にできる。また、白と赤のブロックの境目部分にはガブッチの体色に関係なく乗ることができる。
- ガブッチは身長の2倍半の高さまでジャンプできる。
- 画面左上にはガブッチの満足度が3つのハートマークで示され、エサやブロックを食べることで満たされていく。
- ステージ内にあるハート形のクッキーを食べればステージクリアとなる。この際、体色変化の回数がノルマ以下、かつ満足度が最大の場合は「パーフェクト」となる。

このほか、一部ステージには、ステージ内を動き回る敵、ステージ内にある鍵を取ると消滅するブロック、ガブッチが通過すると現れるブロックといった仕掛けもある。

### ステージをつくる
「ステージをつくる」モードでは、ガブッチや各種オブジェクトを自由に配置してステージを作成することができる。オブジェクトの中には、本編には登場しないトゲの地形や上下方向に動く敵も含まれている。